# Allmänna barnbördshuset
La maternité générale (en suédois : Allmänna barnbördshuset) ou maison de Petit-Jean (en suédois : Lill-Janshuset)  ou maison d'accouchement publique (en suédois : Det publicka Accouchementhuset) était une maternité dans le quartier d'Östermalm à Stockholm en Suède.

## Présentation
Les locaux de l'ancienne maternité sont situés au 15 Södra Fiskartorpsvägen à Östermalm (paroisse d'Engelbrekt).
Les anciennes installations sont actuellement utilisées par l'école royale polytechnique.

## Histoire
Les activités ont débuté en 1752 en tant que petit département de l'hôpital Seraphim. 
Ce n'est qu'en 1775 que la maternité devint une institution distincte sous la direction du professeur David von Schulzenheim dans des locaux loués au palais Sparre à Riddarholmen. 
A l'ouverture, la maternité comptait 17 places. Son premier médecin-chef fut von Schulzenheim et sa première sage-femme en chef fut la sage-femme la plus recherchée de la société de Stockholm, Maria Magdalena Boll, qui devint également la marraine du premier enfant né à la maternité peu après son inauguration.
L'objectif de l'établissement était en partie de fournir des soins aux femmes en couches, indépendamment de leur classe sociale ou de leur situation économique, en tant qu'institution caritative, et en partie de fournir un enseignement pratique en obstétrique aux étudiants en médecine et aux apprentis sages-femmes, en tant qu'institution d'enseignement. 
À cette époque, la formation au titre de sage-femme était principalement dispensée à l'Allmänna barnbördshuset et au Barnbördshuset Pro Patria (sv) ainsi qu'à l'ancien Serafimerlasarettet. 
Avant l'ouverture de l'hôpital Serafim en 1752, une sage-femme ne pouvait obtenir un diplôme qu'en tant qu'apprentie auprès d'une collègue professionnelle, comme Maria Krey, qui pendant 31 ans fut peut-être la sage-femme la plus respectée de Stockholm par la profession médicale et qui avait formé un grand nombre d'étudiants pour le diplôme du Collège.
Les personnes admises à la « maternité » n’auraient pas à « ressentir d’autres contraintes que celles qu’entraînent le régime alimentaire, l’ordre et la paix au sein de la maison ». 
Elles devaient être « reçues avec bienveillance, pauvres comme riches, et maintenues dans un esprit joyeux ; bien qu'aucun devoir ne leur soit imposé qu'elles ne soient disposées à entreprendre ». Lorsque les mères étaient prêtes à sortir de la maternité, les soins nécessaires étaient apportés aux enfants, afin que « le fœtus, malgré la misère et la pauvreté de la mère, ne périsse pas de misère et ne soit pas abandonné ».
Après la campagne contre l'infanticide de 1778, le droit d'accoucher anonymement fut garanti aux femmes afin d'éviter la stigmatisation qui pesait normalement sur les mères célibataires à cette époque et ainsi prévenir les infanticides provoqués par cette situation sociale. L’Église a protesté contre l’anonymat et a refusé d’enterrer les mères décédées pendant l’accouchement. Les mères avaient donc la possibilité d'écrire leur nom sur une enveloppe scellée, qui pouvait être ouverte si elles mouraient en couches et que des funérailles étaient donc nécessaires.
La gestion financière était assurée par le conseil d'administration, nommé par le Roi, selon la suggestion du conseil pédagogique de l'Institut Karolinska. En étroite relation avec la maternité et sous la même direction, il y avait un asile pour les mères pauvres et leurs enfants, ainsi qu'une salle pour nourrissons aménagée à l'intérieur, où les enfants faibles et prématurés et leurs mères étaient soignés jusqu'à ce qu'ils puissent être renvoyés chez eux sans plus de risques.
À l'automne 1776, la maternité émménagea dans sa propre maison au numéro 1 de la rue Fredsgatan. 9, et en 1858, il déménagea dans de nouveaux locaux plus grands, conçus par Carl-Gustaf Blom-Carlsson, au Hantverkargatan 19 à Kungsholmen.
Le dernier déménagement majeur a eu lieu en 1913 dans un nouveau bâtiment, conçu par l'architecte Gustaf Wickman, à l'emplacement de ce qui était alors Planterhagsvägen, aujourd'hui Fiskartorpsvägen 15, derrière le stade de Stockholm, sur Norra Djurgården. L'établissement comptait alors environ 60 lits et de vastes locaux pour les laboratoires et l'enseignement. Wickman a construit le bâtiment d'inspiration Art nouveau autour d'une cour intérieure.
Au début des années 1920, une résidence pour médecin-chef a été construite grâce à un don d'Herman Asch. Ernst Stenhammar était responsable des plans et il a également dirigé un projet de rénovation et d'extension des bâtiments du département quelques années plus tard,.
En raison d'une baisse des naissances, l'Allmänna BB a été fermée peu de temps après avoir célébré son 200e anniversaire en 1976. Après cela, le bâtiment a été appelé la Maison des sports pendant de nombreuses années et a servi de bureaux à la Fédération suédoise des sports et à plusieurs de ses associations sportives spéciales, mais en 2016, les organisations sportives ont déménagé dans une nouvelle Maison des sports à Skanstull.

## Galerie

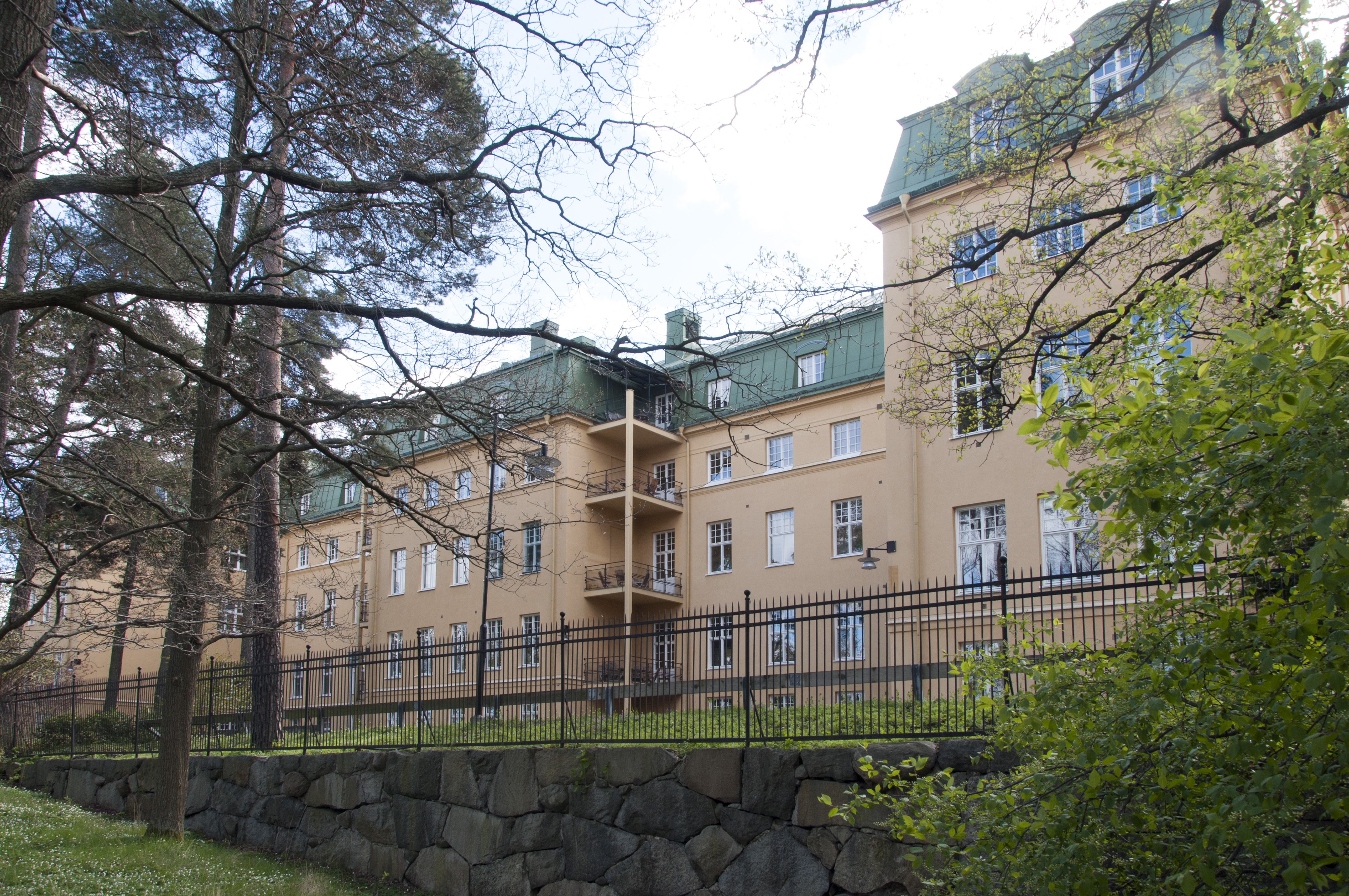
Lill-Janshuset.
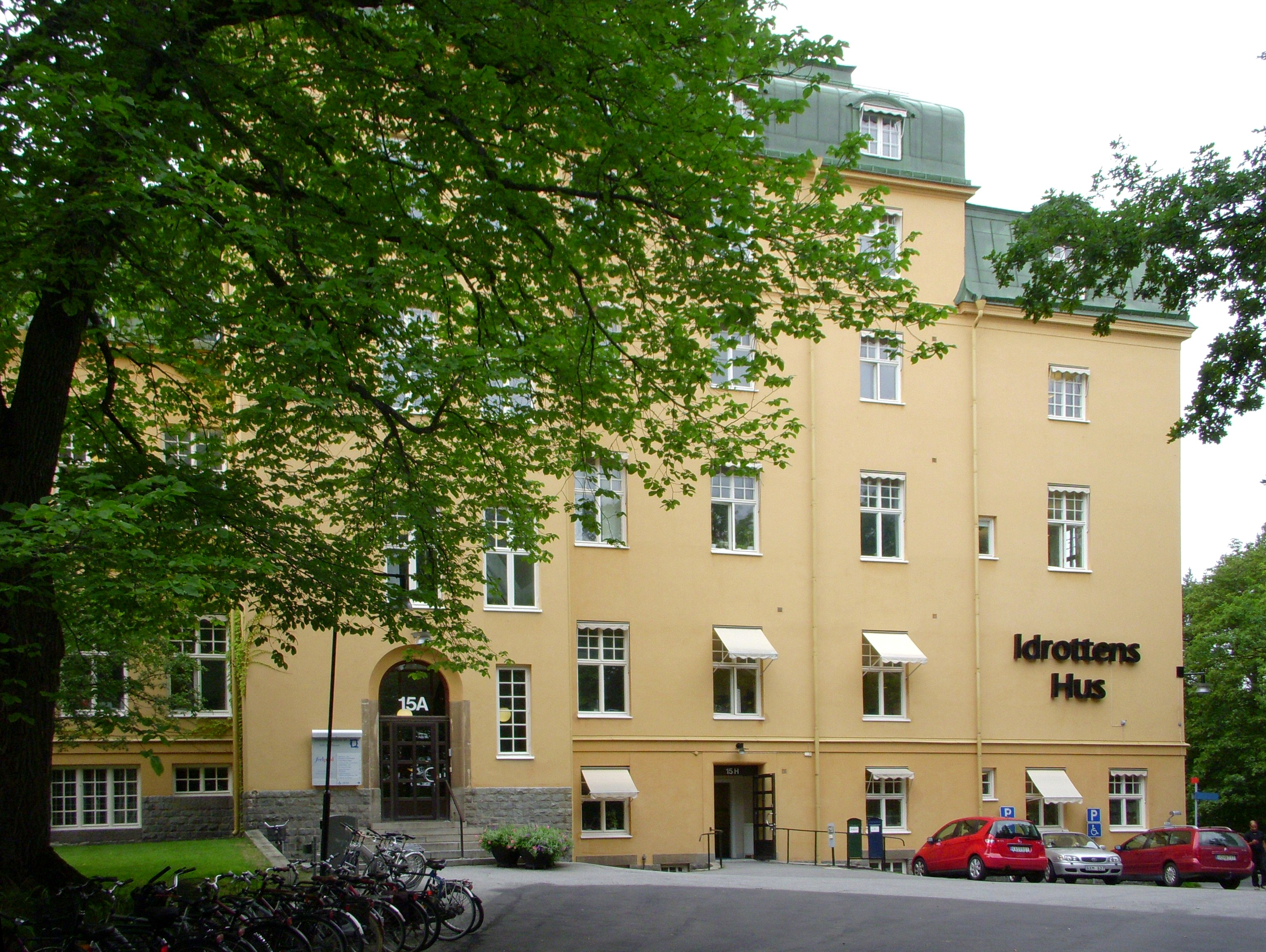
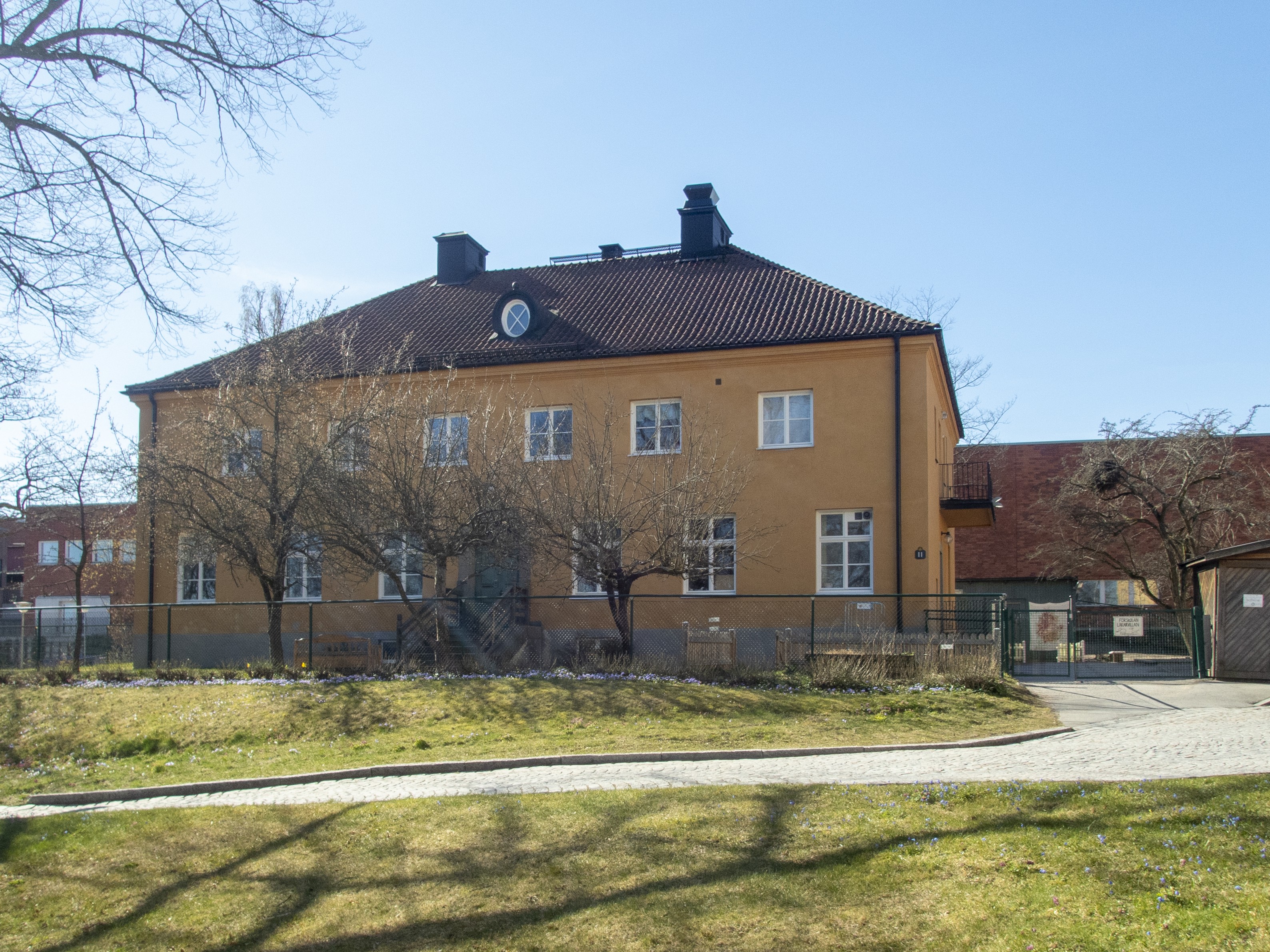
Résidence  du médecin-chef.